# 吾彥
吾彥（？—？），字士則，吳郡吳縣人。三國時東吳將領，東吳滅亡後入仕西晉。

## 生平
吾彥出身寒微，起初任通江縣吏，後任大司馬陸抗部下小將。陸抗欣賞吾彥的勇氣和謀略，想提拔他，但害怕其他部眾不服，於是在一次與諸將的大會中命人發狂地揮刀跳進來，其他將領見此都害怕得拔足逃走，唯獨吾彥不逃，更舉起小几擋刀，於是眾人都佩服他的勇敢，及後陸抗提拔都沒有不滿。之後更隨陸抗參加西陵之戰。
後來吾彥轉任建平太守。此時，西晉益州刺史王濬正奉命建造戰船，打算征伐東吳，造船時產生的木屑隨著長江水流到建平郡，吾彥於是撈起木屑上呈孫皓，認為西晉正建造戰船，打算伐吳，要求孫皓增派守軍到建平防守，稱只要建平不失陷，西晉都無法渡江進攻。但孫皓不聽。吾彥唯有製造鐵鎖鏈，在險要之處放下橫斷長江；又製作大鐵錐，暗置在江水之中，都用以阻止西晉戰船東進。天紀四年（即晉太康元年，280年），王濬率軍壓境，沿江城池守將多數都望風而降，或者很快被攻破，但吾彥卻領軍堅守建平，無法攻下，唯有繞過。此時因建平守軍不足，無力防守建平對出江面，王濬又以大木筏移走江中的鐵錐，又用火燒斷鐵鎖鏈，令水軍成功通過建平郡。
東吳覆亡後，吾彥才歸降，吾彥被任命為金城太守。後改任敦煌太守，甚有威望及恩德。後又任雁門太守。吾彥後又任順陽國內史，當時順陽王司馬暢驕橫放縱，以前數任內史者被他誣陷，但吾彥是清官，以身作則，整肅當地官員，令眾人都畏懼他；而司馬暢亦不能誣陷他，反而推薦他，希望盡快將他送走。後遷任員外散騎常侍。
交州刺史陶璜死後，吾彥出任南中都督、交州刺史。陶璜死後九真郡的戍兵使作亂，更驅逐九真太守，叛軍首領趙祉又圍困郡城；吾彥上任後領兵將叛軍一一平定。後任交州太守二十多年，令交州安定。吾彥此時自表請求朝廷派人接替他，於是徵召他為大長秋。吾彥最終在任內逝世。

## 家庭
- 子吾咨，威遠將軍。[1]

## 性格特徵
- 史載吾彥身高八尺，兼有文武才幹，而他臂力十分強，能夠徒手與猛獸搏鬥。
- 東吳亡後，司馬炎問薛瑩孫皓為甚麼亡國，薛瑩答孫皓親近小人，妄行刑罰，不信任官員將領，令人人憂慮恐懼，各人都不心安。總結是孫皓自己令國家滅亡的。但問吾彥時，吾彥則認為孫皓英明而臣下賢明，滅亡只是天命所歸，讓東吳亡於西晉，不在於人事。張華即質問為何吾彥在吳任將多年仍然寂寂無聞，不受英明的孫皓重用。吾彥大聲說這只是張華不知孫皓知道自己的才能。可見吾彥雖然已投效西晉，但都不忘敬重舊主，沒有毫無忌諱地批評舊主的行為。

## 逸事
- 吾彥任通江縣吏時，遇到將軍薛珝杖節領領南征，軍容盛大，吾彥見後非常仰慕感慨。一個叫劉札的人，擅於觀人，此時向吾彥說：「以你的相貌，未來就應該會成將領了，現在不必仰慕。」
- 吾彥上任交州刺史後，送了厚禮給陸抗的兒子，陸機和陸雲；陸機打算接受但陸雲指吾彥出身微賤，因陸抗提拔才有此地位，但認為吾彥當日回應司馬炎，說陸喜道德名望較陸抗好的言論不友善[2]，不應接受他的禮物。陸機於是打消念頭，更多次歸謗吾彥。長沙孝廉尹虞則對陸機說：「自古發蹟自微賤身世的人連皇帝也有，又何止公卿。何楨、侯史光、唐彬、張惲都是出身寒微，都曾在朝中侍帝和出外鎮守，沒有人會譏笑他們。你現在以吾彥回應皇帝的話有點不友善就不斷謗毀他，我恐怕你這會失盡南方人民的心，將你孤立了。」陸機聽後才消了氣，漸漸都沒有再謗毀吾彥。

## 延伸阅读
[在维基数据编辑]
 《晉書/卷057》，出自房玄齡《晉書》